# Slowakische Technische Universität Bratislava

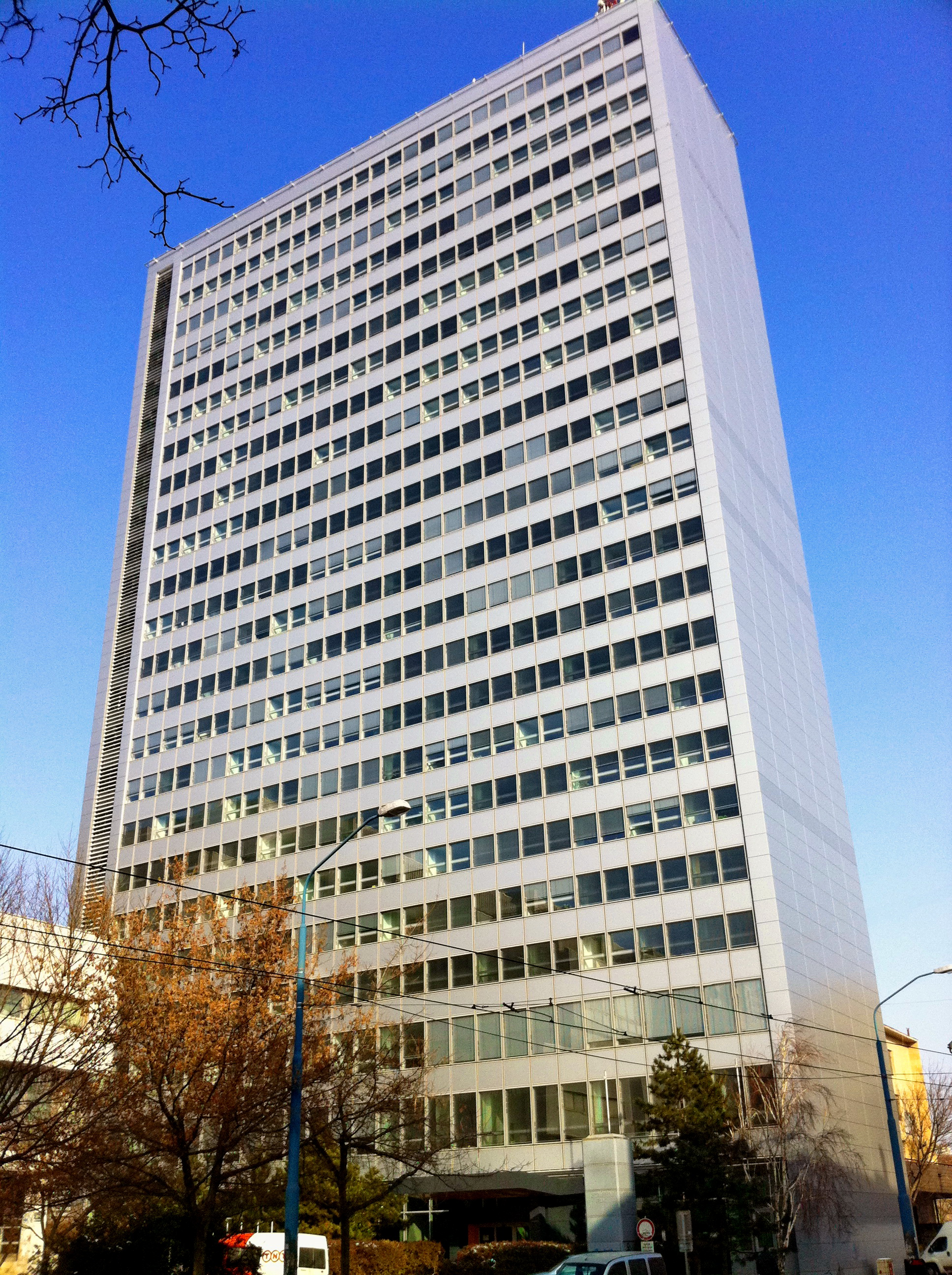
Hochhaus der Slowakischen Technischen Universität Bratislava

Die Slowakische Technische Universität Bratislava (slowakisch: Slovenská technická univerzita v Bratislave, kurz STU; bis 1991 Slovenská vysoká škola technická, kurz SVŠT – Slowakische Technische Hochschule) ist mit 18.300 Studenten und 3.200 wissenschaftlichen Angestellten die größte technische Universität in der Slowakei.
Die Slowakische Technische Universität Bratislava wurde 1937 in Košice gegründet, 1939 nach Bratislava umgesiedelt und gliedert sich in 7 Fakultäten.

## Fakultäten
- Fakultät für Bauingenieurwesen (Stavebná fakulta STU)
- Fakultät für Maschinenbau (Strojnícka fakulta STU)
- Fakultät für Elektrotechnik und Informationstechnik (Fakulta elektrotechniky a informatiky STU)
- Fakultät für Chemie und Ernährungswissenschaften (Fakulta chemickej a potravinárskej technológie STU)
- Fakultät für Architektur (Fakulta architektúry STU)
- Fakultät für Werkstoffwissenschaften (Materiálovotechnologická fakulta STU) – in Trnava
- Fakultät für Informatik und Informationstechnik (Fakulta informatiky a informačných technológií STU)

## Aschbacher-Plagiat
Die Universität wurde im deutschen Sprachraum einer breiteren Öffentlichkeit mit dem Bekanntwerden von gravierenden Plagiatsfällen in der 2020 von der damaligen österreichischen Arbeitsministerin Christine Aschbacher eingereichten Dissertation bekannt.